# Димитър Върбенов
 Тази статия е за българския политик.  За чичо му, българския търговец, който се среща и с майчината фамилия Върбенов, вижте Димитър Константинов.  
Димитър Христов Върбенов е български политик от Националлибералната партия. Той е министър на правосъдието през 1931 – 1932 година.

## Биография
Димитър Върбенов е роден през 1884 година в Плевен. Син е на македонския български общественик Христо Върбенов от село Емборе. През 1903 година завършва гимназия в София, а през 1906 година – право в Софийския университет „Свети Климент Охридски“. До 1926 година работи като съдия и адвокат, а след това се занимава с търговска дейност.
Върбенов първоначално е член на Българската работническа социалдемократическа партия (тесни социалисти), но през 1919 година е изключен от нея. От 1923 година е член на Националлибералната партия, като достига до поста секретар. При управлението на Народния блок е министър на правосъдието в петото правителство на Александър Малинов и в първото и второто на Никола Мушанов. Автор е на изследвания за етническия произход на населението в Македония.
Димитър Върбенов умира в София на 9 януари 1961 година.